# Charles Fleetford Sise
Charles Fleetford Sise (27 septembre 1834, à Portsmouth (New Hampshire) – 9 avril 1918) est un homme d'affaires canado-américain et le fondateur de Bell Canada.